# Giulio Cesare Barbera
Giulio Cesare Barbera o Bergera (Torino, 1593 – Torino, 3 novembre 1660) è stato un arcivescovo cattolico italiano.

## Biografia
Giulio Cesare Barbera (o Bergera come molte fonti attestano) nacque nella famiglia dei conti di Cavallerleone, oriunda di Moncalieri, e, prima di intraprendere la carriera ecclesiastica, si laureò in utroque iure.
Ordinato sacerdote, fu eletto canonico della cattedrale metropolitana di Torino: fu eletto vicario capitolare dell'arcidiocesi per tre volte, in seguito alla morte dei suoi tre predecessori: Milliet nel 1625, Ferrero nel 1627 e Provana nel 1640. Il 17 settembre 1632 divenne prevosto, prima dignità del capitolo. Nel sinodo del 1633 fu eletto esaminatore e giudice sinodale. Ebbe incarichi alla Corte sabauda come elemosiniere di Madama Cristina e plenipotenziario del principe Tommaso.
Eletto arcivescovo di Torino il 23 febbraio 1643, fu consacrato vescovo il 1º marzo dal cardinale Ciriaco Rocci, co-consacranti gli arcivescovi Alfonso Gonzaga e Lelio Falconieri. Prese possesso per procura il 20 marzo tramite il canonico tesoriere Pietrino Aghemio. Si stabilì in una casa di sua proprietà presso la chiesa di Santa Maria di Piazza: infatti l'antico palazzo vescovile, requisito già da Emanuele Filiberto e danneggiato dal doppio assedio di Torino del 1640, stava per essere inglobato nel nuovo Palazzo reale.
A causa di problemi di salute, incaricò delle visite ad limina il canonico Aghemio nel 1650, il canonico Carlo Francesco Castiglione nel 1655 e infine il canonico Giovanni Battista Rasura nel 1659.
Si dedicò alla riparazione della cattedrale, la cui volta era crollata; ne ricostruì anche le vetrate e rifuse la campana maggiore, che era stata colpita da un fulmine.
Ebbe come vicario generale suo nipote Michele Beggiamo, che poi gli succedette nella cattedra vescovile. Compì a più riprese la visita pastorale (1644, 1645, 1653, 1660), visitando sia la zona meridionale dell'arcidiocesi sia le valli di Lanzo.
Nel 1647 indisse un sinodo diocesano, in cui si citano fra i maghi e i superstiziosi anche gli zingari, dediti alla divinazione. Nello stesso sinodo fu decisa l'istituzione di una prebenda canonicale per l'ufficio di canonico penitenziere.
Durante il suo episcopato si stabilirono a Torino gli Oratoriani di San Filippo Neri (1648) e i preti della Missione (1655).
Morì a Torino il 3 novembre 1660.

## Genealogia episcopale e successione apostolica
La genealogia episcopale è:
- Cardinale Tolomeo Gallio
- Vescovo Cesare Speciano
- Patriarca Andrés Pacheco
- Cardinale Agostino Spinola
- Cardinale Giulio Cesare Sacchetti
- Cardinale Ciriaco Rocci
- Arcivescovo Giulio Cesare Barbera

La successione apostolica è:
- Vescovo Antoine Philibert (Albert) Bailly, B. (1659)

## Stemma
| Immagine | Blasonatura |
| -------- | --- |
| \| \|    | Giulio Cesare Barbera Arcivescovo di Torino D'oro ad una banda azzurra, carica di tre conchiglie d'argento. Motto: Sic fata vocant |
|          | |